# Zalán Vince
Zalán Vince (Budapest, 1941. augusztus 2. –) Balázs Béla-díjas filmkritikus, filmesztéta, szerkesztő, címzetes egyetemi docens.

## Életpályája
Az ELTE magyar-könyvtár szakán végzett. 1965-től a Magyar Filmtudományi Intézet és Filmarchívum (később Magyar Filmintézet) könyvtárosa, majd tudományos kutatója 1978-ig. Az 1970-es években tanított az ELTE Esztétika Tanszékén és az Esztergomi Főiskolán. Részt vett az 1979-ben megújuló Filmvilág című filmművészeti folyóirat beindításában, melynek 1992-ig főszerkesztő helyettese volt. 1992-től a Budapest Film forgalmazási üzletágvezetője. Művészfilmek megvásárlása mellett filmművészeti rendezvények, fesztiválok létrehozásában és szervezésében is részt vett. A kilencvenes évektől a Szindbád Alapítvány ügyvezető elnöke, az Osiris Kiadó  pedig sorra jelentek meg az általa szerkesztett filmkönyvek. A sorozat kifulladásával párhuzamosan több kötet már az Európa Könyvkiadónál jelent meg (Fellini, Pasolini). 2001-től 2009-ig a Pécsi Tudományegyetem Mozgókép Tanulmányok Központ meghívott előadója. 2004-ben Balázs Béla-díjat kapott. 2006-ban jelent meg az Akadémiai Kiadónál az általa szerkesztett Bódy Gábor egybegyűjtött filmművészeti írások I. kötete. (A 2. kötet nyomdakész állapotban - hosszú ideje már - megjelenésre vár. A sorozat összesen három kötetre volt tervezve.) Az elmúlt években tanított a Budapesti Kommunikációs Főiskola, a Zsigmond Király Főiskolán és napjainkban is jelennek meg írásai a Filmvilágban. Jelenleg a csehszlovák új hullámról szóló kéziratán dolgozik.[forrás?]

## Tanulmányai, könyvei (válogatás)
- Ejzenstejn, a művészet forradalmára. Magyar Filmtudományi Intézet és Filmarchívum, 1973. (szerkesztő)
- Filmkörkép - filmismertetők antológiája I. kötet Filmbarátok Kiskönyvtára, Népművelési Propaganda Iroda, 1973. (szerkesztő Karcsai Kulcsár Istvánnal)
- Filmkörkép - filmismertetők antológiája II. kötet Filmbarátok Kiskönyvtára, Népművelési Propaganda Iroda, 1973. (szerkesztő Karcsai Kulcsár Istvánnal)
- Film – Információ – Esztétika. Filmtudományi Szemle. Magyar Filmtudományi Intézet és Filmarchívum, 1974. (szerkesztő)
- Filmkörkép - filmismertetők antológiája II. kötet Filmbarátok Kiskönyvtára, Népművelési Propaganda Iroda, 1974. (második kiadás, szerkesztő Karcsai Kulcsár Istvánnal)
- Filmkörkép - filmismertetők antológiája III. kötet Filmbarátok Kiskönyvtára, Népművelési Propaganda Iroda, 1975. (szerző, szerkesztő Karcsai Kulcsár Istvánnal és Kelemen Tiborral)
- Filmesztétikai ismeretek. Egységes jegyzet. Tankönyvkiadó Vállalat, 1976. (szerző)
- Szöveggyűjtemény a filmesztétika tanulmányozásához. Népművelési Propaganda Iroda, 1975. (szerkesztő)
- Makk Károly. Magyar Filmtudományi Intézet és Filmarchívum - Népművelési Propaganda Iroda, 1978. (szerző)
- Fejezetek a filmesztétikából. Kép, Mozgókép, Kultúra sorozat. Múzsák Közművelődési Kiadó, 1976. (szerkesztő)
- Filmklub, filmoktatás. Tanulmányok. Filmbarátok Kiskönyvtára, Magyar Filmtudományi Intézet és Filmarchívum - Népművelési Propaganda Iroda, 1977. (szerző)
- Lev Kulesov: A film művészete és a filmrendezés alapjai. Magyar Filmtudományi Intézet és Filmarchívum, 1979. (szerkesztő)
- Filmesztétikai ismeretek Egységes jegyzet. Tankönyvkiadó Vállalat, 1980. (szerző)
- Fejeztek a dokumentumfilm történetéből Filmművészeti Könyvtár, Magyar Filmtudományi Intézet és Filmarchívum, 1983. (szerző)
- Lev Kulesov: Filmművészet és filmrendezés. Gondolat Kiadó, 1985. (szerkesztő)
- Fejezetek a dokumentumfilm történetéből. Magyar Filmtudományi Intézet és Filmarchívum, 1985. (szerző)
- Tavasz és nyár között. A cseh és szlovák film antológiája. Budapest Film - Héttorony Könyvkiadó, 1990. (szerkesztő)
- Bíró Yvette: Profán mitológia Magvető Könyvkiadó, 1990. (szerkesztő)
- Bíró Yvette: Filmkultúra 1965-1973 - válogatás. Századvég Kiadó, 1991. (szerkesztő Bíró Yvettel)
- Bikácsy Gergely: Bolond Pierrot moziba megy. A francia film ötven éve. Héttorony Könyvkiadó - Budapest Film, 1992. (szerkesztő)
- Éric Rohmer: Eric Rohmer írásaiból Budapest Film, 1992. (szerkesztő Winkler Erikával)
- John Cassavetes. Budapest Film, 1993. (szerkesztő Bakonyi Verával)
- Zsugán István: Szubjektív magyar filmtörténet 1964-1994. Osiris-Századvég Kiadó, 1994. (szerkesztő)
- André Bazin: Mi a film? Esszék, tanulmányok. Osiris Kiadó 1995. 1999. (szerkesztő)
- Bíró Yvette: Egy akt felöltöztetése. Képzeletgyakorlatok. Osiris Kiadó, 1996. (szerkesztő)
- Krzysztof Kieślowski: Önéletrajz Danusia Stock gondozásában. Osiris Kiadó, 1996. (szerkesztő)
- François Truffaut: Önvallomások a filmről. Osiris Kiadó, 1996 (szerkesztő)
- Rainer Werner Fassbinder: Írások, beszélgetése; szerk., filmográfia, jegyz. Zalán Vince, ford. Györffy Miklós, Orosz Magdolna; Osiris, Bp., 1996 (Osiris könyvtár. Film)
- Bikácsy Gergely: Buñuel napló. Osiris Kiadó, 1997. (szerkesztő)
- Andrej Tarkovszkij: A megörökített idő. Osiris Kiadó, 1998. (szerkesztő)
- Robert Bresson: Feljegyzések a filmművészetről. Osiris Kiadó, 1998. (szerkesztő)
- Francesco Casetti: Filmelméletek 1945-1990. Osiris Kiadó, 1998.
- Képkorszak. Szöveggyűjtemény a Mozgóképkultúra és Médiaismeret oktatásához. Korona Kiadó 1998, 2003, 2004 (lektor)
- Szőts István: Szilánkok és gyaluforgácsok. Egybegyűjtött írások. Osiris Kiadó, 1999. (szerkesztő)
- Bíró Yvette: Profán mitológia. A film és a mágikus gondolkodás. Osiris Kiadó, 1999.
- Wim Wenders: Írások, beszélgetések. Osiris Kiadó, 1999. (szerkesztő)
- Michelangelo Antonioni: Írások, beszélgetések; összeáll., szerk., jegyz. Zalán Vince, ford. Benda Kálmán et al.; Osiris, Bp., 1999 (Osiris könyvtár. Film)
- Gaál István krónikája. Osiris Kiadó, 2000. (szerző)
- Alfred Hitchcock. Osiris Kiadó, 2001. (szerkesztő)
- Csala Károly-Fazekas Eszter: A fény festője. Koltai Lajos operatőr. Osiris Kiadó, 2001. (szerkesztő)
- Gilles Deleuze: A mozgás-kép 1. Osiris Kiadó, 2001. (szerkesztő)
- Ray Carnay: John Cassavetes filmjei. Osiris Kiadó, 2001. (szerkesztő)
- Carissimo Simenon-Mon cher Fellini. Federico Fellini és Georges Simenon levelezéséből. Osiris Kiadó, 2001. (szerkesztő)
- Andrzej Wajda: A film és más hívságok. Osiris Kiadó, 2002. (szerkesztő)
- David Lynch. Beszélgetések. Osiris Kiadó, 2003. (szerkesztő)
- Gelencsér Gábor: A Titanic zenekara. Stílusok és irányzatok a hetvenes évek magyar filmművészetében. Osiris Kiadó, 2002. (szerkesztő)
- Filmrendezőportrék. Kortársaink a filmművészetben; szerk. Zalán Vince; Osiris, Bp., 2003 (Osiris könyvtár. Film)
- Bíró Yvette: A hetedik művészet. Osiris Kiadó, 2003. (szerkesztő)
- Az Ember-lépték. Ember Judit portréja. Osiris Kiadó-Kodolányi János Főiskola, 2003. (szerkesztő)
- Andrej Tarkovszkij: Napló. Osiris Kiadó, 2003. (szerkesztő)
- Bíró Yvette: Nem tiltott határátlépések. Képkalandozások kora. Osiris Kiadó, 2003. (szerkesztő)
- John Baxter: Stanley Kubrick. Osiris Kiadó, 2003. (szerkesztő)
- Rejtőzködő történelem. 50 év 100 dokumentumfilmje. MADE, 2003. (szerkesztő)
- Magyar filmrendezőportrék. Osiris Kiadó, 2004. (szerkesztő)
- Budapesti Iskola – magyar dokumentum-játékfilmek, 1973-1984. Magyar Dokumentumfilm Rendezők Egyesülete, MADE, Budapest, 2005. (szerkesztő)
- Bíró Yvette: Időformák. Osiris Kiadó, 2005. (szerkesztő)
- Pedro Almodóvar. Írások, beszélgetések. Osiris Kiadó, 2005. (szerkesztő)
- Bódy Gábor: Egybegyűjtött filmművészeti írások 1. Akadémiai Kiadó, 2006. (szerkesztő Tarr Bélával)
- Jean Renoir: Életem és filmjeim. Osiris Kiadó, 2006. (szerkesztő)
- Tullio Kezich: Federico, avagy Fellini élete és filmjei. Európa Kiadó, 2006. (szerkesztő)
- Pier Paolo Pasolini: Eretnek empirizmus. Osiris Kiadó, 2007. (szerkesztő)
- Gilles Deleuze: A mozgás-kép/Az idő-kép. Új Palatinus Könyvesház, 2008. (szerkesztő)
- Nico Naldini: Pasolini. Európa, 2010. (szerkesztő)
- Film van, babám! A cseh újhullámról; Gondolat, Bp., 2016